# Monteignet-sur-l’Andelot
Monteignet-sur-l’Andelot település Franciaországban, Allier megyében. Lakosainak száma 267 fő (2022. január 1.). Monteignet-sur-l’Andelot Charmes, Cognat-Lyonne, Escurolles, Gannat és Saulzet községekkel határos.

## Népesség
A település népességének változása:
| Lakosok száma | 283  | 297  | 287  | 226  | 254  | 265  | 266  | 263  | 262  | 267  |
|               | 1968 | 1982 | 1990 | 2006 | 2013 | 2015 | 2017 | 2019 | 2020 | 2022 |